# Эстелья-Оксиденталь
Эстелья-Оксиденталь (исп. Estella Occidental) — историческая область и район (комарка) в Испании, находится в провинции Наварра. В состав региона входят 17 муниципальных образований с населением 5 871 человек в 2009 году (INE).

## Муниципалитеты
1. Агилар-де-Кодес
2. Арас
3. Арманьянсас
4. Асуэло
5. Баргота
6. Эль-Бусто
7. Кабредо
8. Десохо
9. Эспронседа (Наварра)
10. Хеневилья
11. Лапобласион
12. Ласагурриа
13. Мараньон (Наварра)
14. Сансоль
15. Торральба-дель-Рио
16. Торрес-дель-Рио
17. Вьяна